# Lena Dörrie
Lena Dörrie (* 15. Juli 1982 in Nürnberg) ist eine deutsche Schauspielerin und Hörspielsprecherin.

## Biografie
Lena Dörrie wurde 1982 in Nürnberg geboren. Seit ihrem 5. Lebensjahr nahm sie Ballettunterricht und spielte später in der Theatergruppe ihrer Schule. Nach dem Abitur 2001 am Willstätter-Gymnasium ging sie nach München, um von 2002 bis 2006 an der Bayerischen Theaterakademie August Everding Schauspiel zu studieren. Während ihres 2. Studienjahres wurde sie an das Bayerische Staatsschauspiel engagiert, wo sie bis 2007 festes Ensemblemitglied blieb. Sie spielte in zahlreichen Produktionen und wurde 2006 mit dem Kurt-Meisel-Förderpreis und dem Förderpreis des Münchner Merkurs als beste Nachwuchsschauspielerin ausgezeichnet.
In Film und Fernsehen spielte sie zunächst in Serien wie Der Alte und Tatort, bis sie 2008 ihre erste Hauptrolle in der schweizerisch-deutschen Koproduktion Im Sog der Nacht an der Seite von Stipe Erceg und Nils Althaus erhielt. Der Film feierte 2009 auf dem Max Ophüls Festival in Saarbrücken und dem Zürcher Filmfest Premiere. Im selben Jahr wurde sie Ensemblemitglied der Comedy-Serie Ladykracher, die 2009, 2010 und 2011 mit dem Deutschen Comedypreis ausgezeichnet wurde. 2011 gewann das Format außerdem den Deutschen Fernsehpreis als „Beste Comedy“.
Der Kurzfilm Zwei Zimmer Balkon von Regisseur Enno Reese, in dem Dörrie eine der Hauptrollen spielt, wurde 2010 u. a. mit dem Studio Hamburg Nachwuchspreis ausgezeichnet.
Lena Dörrie lebt in Berlin. Mit der Regisseurin Doris Dörrie ist sie nicht verwandt.

## Filmografie (Auswahl)
- 2005: München 7
- 2007: Der Alte – Reise in den Tod
- 2008: Tatort: Liebeswirren
- 2008–2013: Ladykracher
- 2009: Im Sog der Nacht
- 2009: Zwei Zimmer Balkon
- 2010: Amok (Kurzfilm)
- 2011: Der Kriminalist
- 2012: Das verlorene Labyrinth (Labyrinth)
- 2014: Hin und Weg
- 2014: Who am I – Kein System ist sicher
- 2015: In aller Freundschaft – Die jungen Ärzte (Fernsehserie, Folge Prinzipien)
- 2015: Vorstadtrocker
- 2017: SOKO Leipzig – Ein Fall für Rettig
- 2017: Der Sohn
- 2018: Nix Festes (Fernsehreihe, Folge Es ist kompliziert)
- 2018: Danke Deutschland!
- 2018: SOKO Leipzig – Nie genug
- 2018: Labaule & Erben
- 2019: Tatort: Ein Tag wie jeder andere
- 2019: Merz gegen Merz (Fernsehserie, 8 Episoden)
- 2019: Ein starkes Team: Tödliche Seilschaften
- 2019: SOKO Stuttgart: Der Bienenstock
- 2020: Die Känguru-Chroniken
- 2020: Schatten der Mörder – Shadowplay (Fernsehserie)
- 2020: Die Bergretter – Leuchtfeuer
- 2021: WaPo Bodensee (Fernsehserie, Folge Mechthild deckt auf)
- 2021: Nord Nord Mord (Fernsehreihe, Folge Sievers und die Stille Nacht)
- 2022: Die Glücksspieler (Fernsehserie, 6 Episoden)
- seit 2022: Mordsschwestern – Verbrechen ist Familiensache (Fernsehserie)
- 2022: ZDF Magazin Royale – Die Innenministerkonferenz
- 2022: Klima retten für Anfänger (Fernsehfilm)

## Hörspiele
- Elisabeth Herrmann: Schlick. Regie: Sven Stricker. Radio-Tatort, NDR 2010.

## Auszeichnungen
- 2006: Kurt-Meisel-Förderpreis
- 2006: Förderpreis des Münchner Merkurs
- 2009: Deutscher Comedypreis (Ensemble Ladykracher)
- 2010: Deutscher Comedypreis (Ensemble Ladykracher)
- 2010: Studio Hamburg Nachwuchspreis (Bester Kurzfilm Zwei Zimmer Balkon)
- 2011: Deutscher Comedypreis (Ensemble Ladykracher)
- 2011: Deutscher Fernsehpreis Beste Comedy (Ladykracher)